# Pilar Fogliati
Pour les articles homonymes, voir Pilar.
Pilar Fogliati, à l'état-civil Maria Pilar Fogliati, née à Alexandrie le 28 décembre 1992, est une actrice, réalisatrice et scénariste italienne active à la fois au théâtre, cinéma et à la télévision.

## Biographie
Bien que romaine, elle naît à Alexandrie pendant les vacances de Noël de ses parents chez ses grands-parents piémontais. Elle doit son nom María Del Pilar à sa grand-mère paternelle, argentine et elle-même d'origine polonaise, qui a émigré en Amérique du Sud avec sa famille dans l'entre-deux-guerres.
Elle grandit à Mentana, dans l'arrière-pays romain, et commence à se passionner pour le théâtre à l'âge de seize ans, lorsque ses parents l'inscrivent à un cours de théâtre amateur. Elle est ensuite diplômée de l'Académie nationale d'art dramatique Silvio-D'Amico,,. Parmi ses références en matière d'interprétation, elle cite Monica Vitti, et Paola Cortellesi.
Au début de la vingtaine, elle commence à jouer au théâtre, tandis qu'en 2015, à l'âge de vingt-trois ans, elle joue le rôle de Betta dans la mini-série télévisée Il bosco. En 2016, elle passe au grand écran en participant au film Forever Young (it) de Fausto Brizzi, aux côtés d'acteurs tels que Nino Frassica et Fabrizio Bentivoglio. Elle est primée comme meilleure actrice au Roma creative contest, le Festival international du court métrage à Rome en août 2018.
Entre 2017 et 2021, elle interprète l'éthologue Emma Giorgi, l'un des personnages principaux du feuilleton Un passo dal cielo. Entre-temps, en 2019, elle anime pour la première fois l'émission télévisée X Factor aux côtés du chanteur Achille Lauro. Au cours de ces années, elle gagne encore en popularité grâce à une vidéo, devenue virale, dans laquelle elle imite tous les discours des quartiers romains.
À partir de 2021, elle joue dans le drame Cuori aux côtés de Daniele Pecci et Matteo Martari. À l'automne 2022, elle est d'abord la marraine de la 40e édition du Festival du film de Turin, puis la protagoniste de la série Odio il Natale. L'année suivante, elle revient au cinéma avec Romantiche, un film qui représente également ses débuts de réalisatrice ; pour cette première œuvre, elle reçoit le prix de la meilleure actrice dans un film de comédie aux Rubans d'argent 2023.

## Filmographie

### Actrice de cinéma
- 2016 : Forever Young (it) de Fausto Brizzi
- 2018 : Si sospetta il movente passionale con l'aggravante dei futili motivi de Cosimo Alemà (court métrage)
- 2020 : Gli indifferenti de Leonardo Guerra Seràgnoli (it)
- 2022 : Corro da te de Riccardo Milani
- 2023 : Romantiche d'elle-même
- 2024 : Romeo è Giulietta de Giovanni Veronesi : Vittoria / Otto
- 2024 : Confidenza de Daniele Luchetti
- 2025 : Follemente de Paolo Genovese

### Réalisatrice
- 2023 : Romantiche